# Serxu
Serxu (en tibetano: སེར་ཤུལ, wylie: ser shul, ZWPY: Sêrxü ; en chino, 石渠; pinyin, Shíqú; Wade-Giles, shih ch'ü)  es un condado bajo la administración directa de la Prefectura Garze. Se ubica al oeste de la provincia de Sichuan, en el corazón geográfico de la República Popular China. Su área es de 22 378 km² y su población total para 2010 superó los 80 mil habitantes,

## Administración
El condado de Serxu se divide en 21 pueblos que se administran en 7 poblados y 14 villas.

## Toponimia
El topónimo Serxu es heredado del templo de la Secta Amarilla "Seshu Gongba" y significa en tibetano 'la fuente del río [Yalong]'.

## Clima
| Parámetros climáticos promedio de Serxu (1981−2010) | Parámetros climáticos promedio de Serxu (1981−2010) | Parámetros climáticos promedio de Serxu (1981−2010) | Parámetros climáticos promedio de Serxu (1981−2010) | Parámetros climáticos promedio de Serxu (1981−2010) | Parámetros climáticos promedio de Serxu (1981−2010) | Parámetros climáticos promedio de Serxu (1981−2010) | Parámetros climáticos promedio de Serxu (1981−2010) | Parámetros climáticos promedio de Serxu (1981−2010) | Parámetros climáticos promedio de Serxu (1981−2010) | Parámetros climáticos promedio de Serxu (1981−2010) | Parámetros climáticos promedio de Serxu (1981−2010) | Parámetros climáticos promedio de Serxu (1981−2010) | Parámetros climáticos promedio de Serxu (1981−2010) |
| Mes                                                 | Ene.                                                | Feb.                                                | Mar.                                                | Abr.                                                | May.                                                | Jun.                                                | Jul.                                                | Ago.                                                | Sep.                                                | Oct.                                                | Nov.                                                | Dic.                                                | Anual                                               |
| --------------------------------------------------- | --------------------------------------------------- | --------------------------------------------------- | --------------------------------------------------- | --------------------------------------------------- | --------------------------------------------------- | --------------------------------------------------- | --------------------------------------------------- | --------------------------------------------------- | --------------------------------------------------- | --------------------------------------------------- | --------------------------------------------------- | --------------------------------------------------- | --------------------------------------------------- |
| Temp. máx. abs. (°C)                                | 12.1                                                | 10.2                                                | 14.8                                                | 17.5                                                | 20.7                                                | 23.1                                                | 23.5                                                | 22.6                                                | 21.7                                                | 19.1                                                | 12.5                                                | 10.0                                                | '                                                   |
| Temp. máx. media (°C)                               | -2.5                                                | -0.5                                                | 3.1                                                 | 6.8                                                 | 10.6                                                | 13.7                                                | 15.6                                                | 15.2                                                | 12.7                                                | 7.3                                                 | 1.8                                                 | -1.5                                                | 6.9                                                 |
| Temp. media (°C)                                    | -11.7                                               | -8.8                                                | -4.5                                                | -0.4                                                | 3.5                                                 | 7.1                                                 | 9.0                                                 | 8.1                                                 | 5.3                                                 | -0.3                                                | -7.1                                                | -11.2                                               | -0.9                                                |
| Temp. mín. media (°C)                               | -20.0                                               | -16.7                                               | -11.2                                               | -6.3                                                | -2.3                                                | 1.9                                                 | 3.4                                                 | 2.2                                                 | -0.1                                                | -5.8                                                | -14.3                                               | -19.7                                               | -7.4                                                |
| Temp. mín. abs. (°C)                                | -37.2                                               | -31.8                                               | -27.5                                               | -15.9                                               | -11.2                                               | -6.0                                                | -4.1                                                | -7.9                                                | -10.0                                               | -20.3                                               | -30.3                                               | -37.8                                               | '                                                   |
| Precipitación total (mm)                            | 6.5                                                 | 9.3                                                 | 14.2                                                | 25.1                                                | 58.0                                                | 107.0                                               | 114.4                                               | 92.5                                                | 86.2                                                | 42.1                                                | 6.2                                                 | 3.7                                                 | 565.2                                               |
| Humedad relativa (%)                                | 45                                                  | 45                                                  | 48                                                  | 54                                                  | 63                                                  | 69                                                  | 70                                                  | 71                                                  | 72                                                  | 67                                                  | 54                                                  | 46                                                  | 58.7                                                |
| Fuente: China Meteorological Data Service Center    |                                                     |                                                     |                                                     |                                                     |                                                     |                                                     |                                                     |                                                     |                                                     |                                                     |                                                     |                                                     |                                                     |